# Megaselia chiloensis
Megaselia chiloensis is een vliegensoort uit de familie van de bochelvliegen (Phoridae). De wetenschappelijke naam van de soort werd voor het eerst geldig gepubliceerd in 1929 door Schmitz.